# Chèvremont (Territori de Belfort)
|  | Per a altres significats, vegeu «Chèvremont». |

Chèvremont és un municipi francès, es troba al departament del Territori de Belfort i a la regió de Borgonya - Franc Comtat. L'any 2004 tenia 1269 habitants.

## Geografia
Se situa a la vora d'un petit riu anomenat l'Autruche, a 6 km de Belfort.

## Demografia
| 1962 | 1968 | 1975 | 1982 | 1990 | 1999 | 2004 |
| ---- | ---- | ---- | ---- | ---- | ---- | ---- |
| 526  | 634  | 742  | 905  | 1040 | 1220 | 1269 |